# Internetbay
InternetBay är ett samarbete mellan företag i IT-branschen. Företagen ligger kring Bottenviken i Norra Finland och Norra Sverige. Exempel på företag som här utvecklar internetteknologi är Ericsson och Nokia till mobiltelefoner i området. Projektet stöds av EU. Facebook flyttar en del av sin verksamhet till Luleå.
- InternetBay.com